# Народно читалище „Напредък – 1927“
Вижте пояснителната страница за други значения на Народно читалище „Напредък“.
Народно читалище „Напредък-1927“ е читалище в село Любен, община Съединение, област Пловдив.

## История
Читалището е основано на 23 октомври 1927 г. от Лазар Пищялов, Делко Найденов Станчев, Георги Пеев Ширтев, Делко Д. Станчев и Вълко Д. Станчев. Дейността на читалището започва с изнасяне на пиеси, в които дейно участие имат учителите. Изнасят се лекции по овощарство, лозарство и земеделие. За целта е уреден вечерен народен университет. Създадена е и библиотека, обслужвана от учител. По-късно е създаден народен хор, който участва в много регионални прегледи и празници на селото.
Читалището поддържа общодостъпна библиотека и участва активно в обществения живот на селото.